# El Capitán
El Capitán (anglés: El Capitan) és una formació rocosa vertical del Parc Nacional de Yosemite. Està situat al flanc nord de la Vall de Yosemite, prop del seu extrem occidental. Es tracta d'un monòlit de granit de 914 metres d'altitud, que ha esdevingut un indret especialment atractiu pels escaladors i pels saltadors BASE.
La muntanya va rebre aquest nom per part dels integrants del Batalló Mariposa, que van explorar la vall l'any 1851. El terme "El Capitán" es va prendre com una traducció aproximada del nom que els nadius americans donaven a la muntanya, que més o menys es transcriuria com "To-to-kon oo-lah" o "To-tock-ah-noo-lah". No està del tot clar, però, si els nadius americans de la zona feien referència realment a algun cap tribal amb aquest nom o senzillament es referien així a la muntanya en tant que aquesta els evocava un cap tribal destacat o bé la seva majestat era talment com la d'un cap tribal.

## Geologia
El Capitán està compost gairebé del tot de l'anomenat granit de El Capitán, un granit de coloració clara i de composició gruixuda, format aproximadament fa 100 milions d'anys i que es troba a la majoria de formacions rocoses del flanc occidental de la vall de Yosemite. La part superior de la muntanya la forma una intrusió de roca ígnia (granit de Taft), i les vetes de coloració més fosca que recorren la muntanya són compostes de diorita.
Com la majoria de formacions rocoses de la vall de Yosemite, El Capitán és fruit de l'acció glacial, especialment de la glaciació de Sherwin, que va tenir lloc des de fa 1,3 milions d'anys fins fa 1 milió d'anys. Com a característica destacable, el granit de El Capitán és relativament lliure de diàclasi, en tant que el gel glacial no va erosionar tant la cara de El Capitán com la d'altres muntanyes veïnes. D'altra banda, el granit de El Capitán està sotmès a una gran tensió interior arran de les forces de compressió que s'esdevingueren abans que la formació aflorés a la superfície. Aquestes forces han creat elements com el "Floc de Texas", un gran bloc de granit que a poc a poc es va separant del bloc principal de roca, situat a mitjana alçada de la muntanya.

## Ascensions

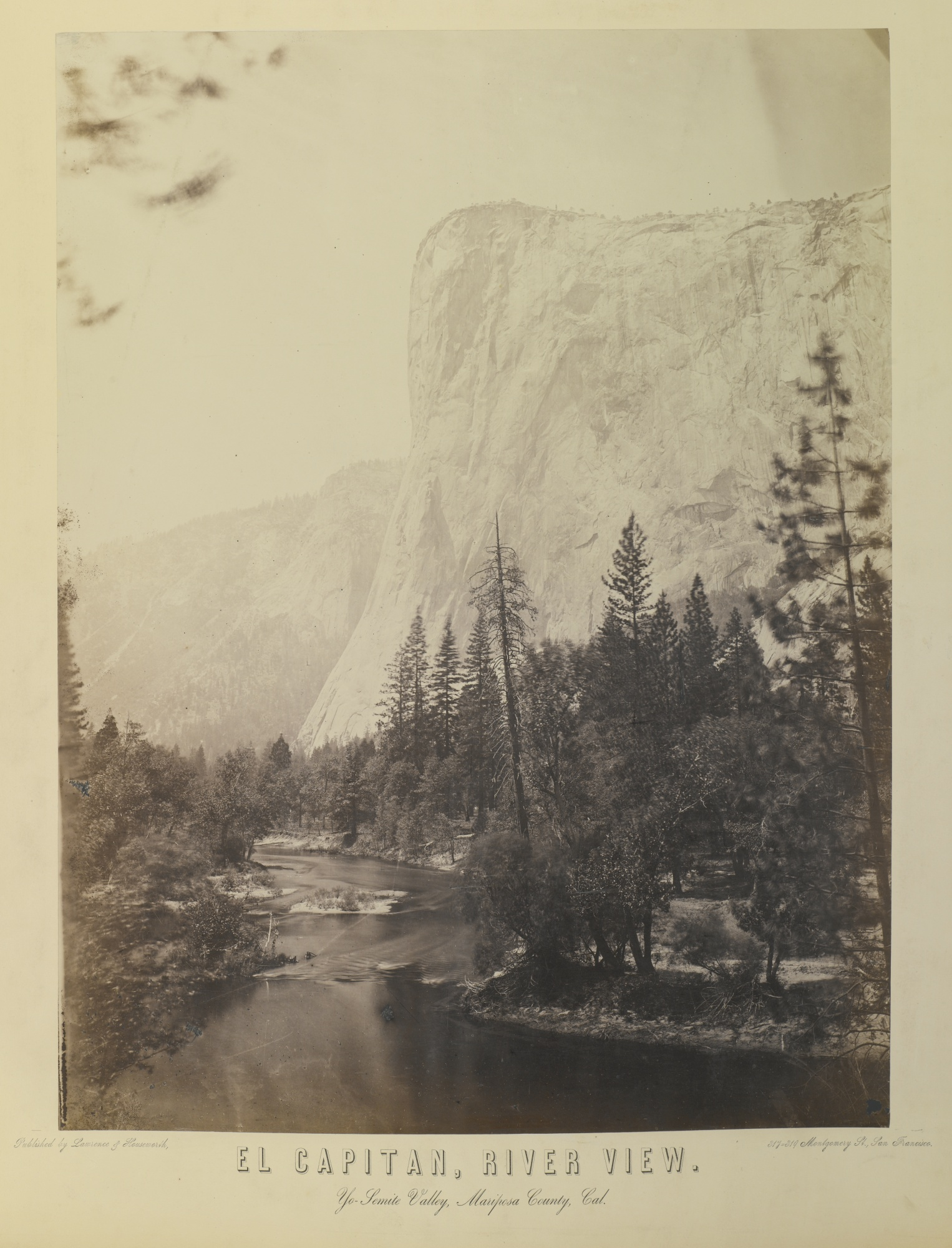
El Capitan fotografiat l'any 1864 per Charles Leander Weed

Tradicionalment considerat impossible d'escalar, El Capitán és actualment un dels indrets clàssics on practicar escalada big wall. El Capitán té dues cares principals: la sud-oest (a mà esquerra si hom es posa de cara a la muntanya) i la sud-est, unides per una prominència ("The Nose"), una zona que recorren nombroses vies d'escalada. De fet, la via d'escalada més popular d'aquest sector s'anomena, precisament, "The Nose".
Warren Harding, Wayne Merry i George Whitmore van ser els primers en escalar aquesta via l'any 1958. El trio d'escaladors necessità 47 dies per arribar al capdamunt de la muntanya, un ascens que realitzaren en forma d'expedició, progressant amb cordes fixes que unien diversos camps instal·lats a la paret, i confiant força d'elements propis de l'escalada artificial, com pitons i claus d'expansió. El segon ascens per "The Nose" tingué lloc l'any 1960 i el protagonitzaren Royal Robbins, Joe Fitschen, Chuck Pratt i Tom Frost, que necessitaren 7 dies per realitzar una ascensió molt més lleugera. El primer a escalar "The Nose" en solitari va ser Tom Bauman, l'any 1969; mentre que el primer ascens de "The Nose" en un sol dia el realitzaren John Long, Jim Bridwell i Willy Westbay l'any 1975. Actualment, els escaladors precisen entre 4 i 5 dies per completar aquesta via, que recull un percentatge d'èxit del 60% dels intents.

### Proliferació de vies d'escalada
Durant els anys 60 i 70 del segle xx es van incrementar els esforços en trobar noves rutes per escalar El Capitán, i algunes d'aquestes vies encara són populars en l'actualitat. Entre les vies més clàssiques hi ha la "Salathé Wall", oberta per Royal Robbins, Chuck Pratt i Tom Frost a la cara sud-oest l'any 1961, i la "North America Wall, oberta tres anys després pels mateixos tres escaladors i Yvon Chouinard a la cara sud-est. Als anys 60 també es van obrir vies com la "Dihedral Wall" (1962, Ed Cooper, Jim Baldwin i Glen Denny), la "West Buttress" (1963, Layton Kor i Steve Roper) i la "Muir Wall" (1965, Chouinard i TM Herbert).
També destaquen vies com la "Wall of Early Morning Light", actualment coneguda com la "Dawn Wall", una via adjacent a "The Nose" oberta a la cara sud-est l'any 1970 per Warden Harding i Dean Caldwell. Altres vies destacades són "Zodiac" (1972, Charlie Porter (en solitari)); "The Shield" (1972, Charlie Porter i Gary Bocarde); "Mescalito" (1973, Charlie Porter, Steve Sutton, Hugh Burton i C. Nelson); "Pacific Ocean Wall" (1975, Jim Bridwell, Billy Westbay, Jay Fiske i Fred East); "Sea of Dreams" (1978, Jim Bridwell, Dale Bard i Dave Diegelman) i "Jolly Roger" (1979, Charles Cole i Steve Grossman). Actualment hi ha més de 70 vies d'escalada a El Capitán.

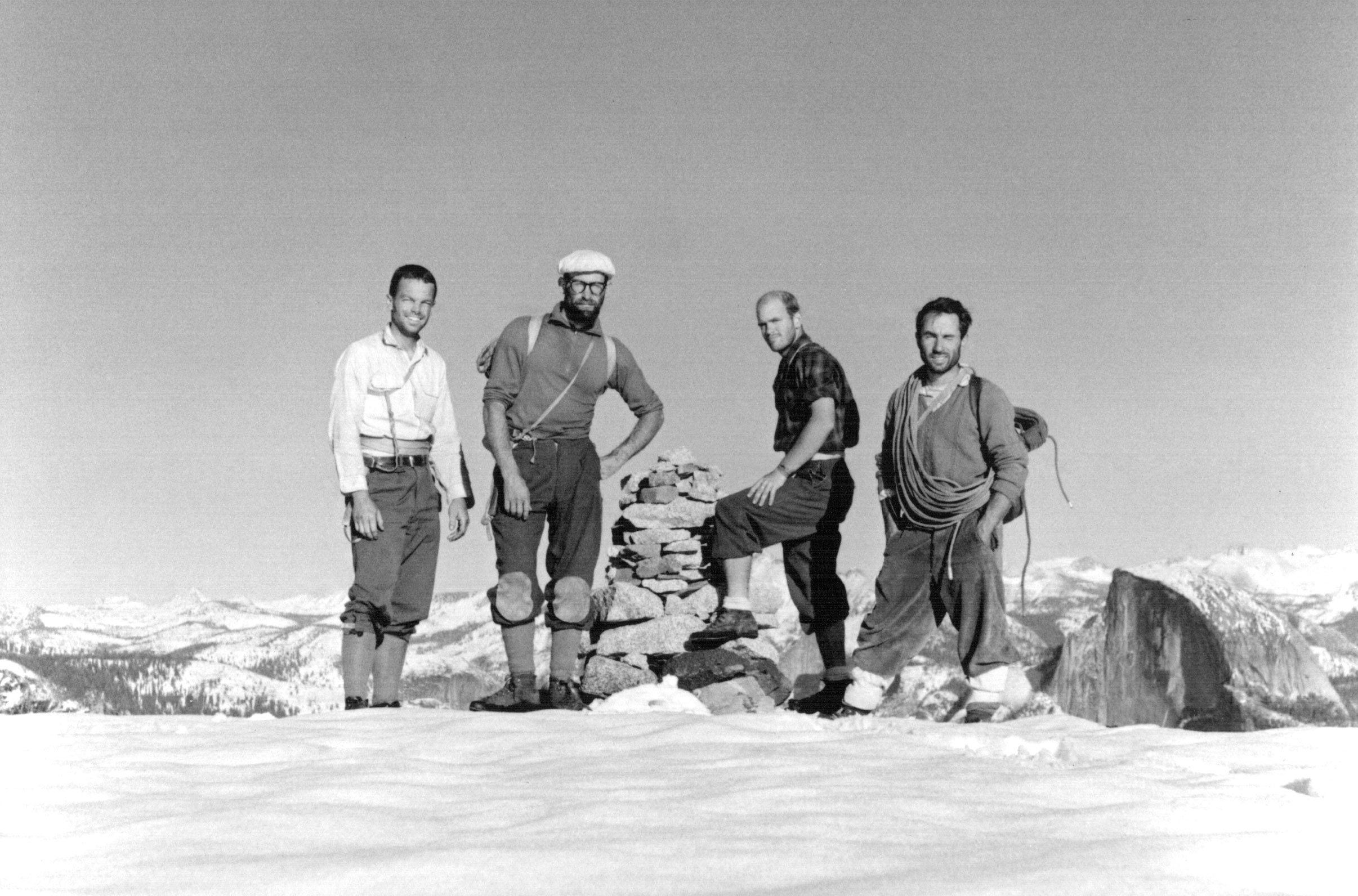
Tom Frost, Royal Robbins, Chuck Pratt i Yvon Chouinard al cim de El Capitán després de la primera ascensió de la via "North America Wall", el 31 d'octubre de 1964.